# فوتوما نهلیکو
فوتوما نهلیکو (انگلیسی: Phuthuma Nhleko) (زاده ۷ آوریل ۱۹۶۰) کارآفرین، بازرگان و مدیر ارشد اجرایی اهل آفریقای جنوبی است، که در حال حاضر به‌عنوان مدیر اجرایی و عضو هیئت مدیره شرکت بی‌پی و اولد میچوال فعالیت می‌کند.